# Chicheng
Chicheng (en chino, 赤城; pinyin, Chìchéng) es un condado  bajo la administración directa de la Prefectura Zhangjiakou en la Provincia de Hebei, República Popular China.  Su área es de 5272 km² y su población total para 2010 superó los 238 mil habitantes. 

## Administración
Desde julio de 2021, el  Condado Chicheng se divide en 18 pueblos que se administran en 9 poblados y 9  villas.

## Toponimia
El topónimo Chicheng lo toma directamente de la Montaña Chicheng (赤城山), su nombre significa "Ciudad Roja" por el color rojizo de sus rocas, que le dan un aspecto distintivo y llamativo.

## Historia
Debido a su ubicación cerca de la Gran Muralla, Chicheng fue un punto clave en la defensa de las fronteras del norte de China durante las dinastías Ming y Qing. La región formaba parte de una red de fortalezas, guarniciones y puestos militares que protegían el imperio de las incursiones de pueblos nómadas.
En la dinastía Ming, Chicheng formaba parte del sistema defensivo militar conocido como Chicheng Bao (赤城堡, Fortaleza Chicheng), bajo la jurisdicción de la Comandancia Wanzhou (万全都指挥使司), la máxima autoridad militar regional de la época. Según el Libro de la Historia Ming (明史), la fortaleza de Chicheng se estableció en junio de 1430. El texto menciona: Al este de la fortaleza Chicheng se encuentra la montaña Chicheng (赤城山), y también el río Donghe (东河), que es el curso superior del río Baihe (白河).
Durante la dinastía Qing (1694), la región fue reorganizada y se estableció oficialmente como el Condado Chicheng.